# Titanomyrma
Titanomyrma (gr. "formiga tità") és un gènere de formigues gegants fòssils de la subfamília Formiciinae. L'última espècie descoberta, T. lubei, es va descriure l'any 2011, quan es va trobar una formiga reina alada fossilitzada de 49,5 milions d'anys, de mida comparable a la dels colibrís, a Wyoming (Estats Units d'Amèrica).
Aquest fòssil és el primer fòssil d'una formiga gegant que es troba a l'hemisferi occidental. Es considera que la presència de Titanomyrma a Amèrica del Nord indica «la primera dispersió creuant a l'Àrtida coneguda per un grup d'insectes termòfils». Una altra espècie fòssil d'aquest gènere, T. gigantea, és l'espècie fòssil més gran o existent de formiga gegant del món.

## Descobriment
La formiga fòssil Titanomyrma lubei es va descobrir en antics sediments de la formació del Green River; Comtat de Sweetwater, Wyoming (Estats Units d'Amèrica) per Louis Lube, el col·leccionista i donant de l'espècimen holotip.
El fòssil forma part de la col·lecció del Museu de la Natura i la Ciència de Denver i va ser descobert per Bruce Archibald i el coautor i conservador en cap del museu Kirk R. Johnson mentre passava casualment pels calaixos d'emmagatzematge. El fòssil només representa la formiga reina i no s'han trobat fòssils d'obreres. Amb el descobriment de Titanomyrma lubei i la descripció del gènere, altres dues espècies de formigues gegants, Formicium giganteum i Formicium simillima, van ser reclassificades en aquest gènere.
Es van descobrir fòssils ben conservats de T. gigantea i T. simillima a les pissarres de Messel, prop del poble de Messel, a l'estat de Hessen, a 30 km al sud de Frankfurt am Main, Alemanya. S'ha trobat una espècie relacionada no descrita a la propera Eckfeld Maar.

## Etimologia
El nom del gènere és un derivat del grec Τιτάν (Titan) que significa «un d'una mida, força o assoliment prodigiosa», i fa al·lusió als titans de la mitologia grega; i la paraula grega μύρμηξ (myrmex) que significa «formiga». L'epítet específic de la nova espècie es forma a partir del cognom del col·leccionista de l'holotip, Louis Lube.

## Taxonomia
Archibald et al. el 2011 va erigir el gènere Titanomyrma, va descriure l'espècie Titanomyrma lubei i va proposar dues noves combinacions, T. gigantea (abans Formiium giganteum Lutz, 1986) i T. simillima (abans F. simillimum Lutz, 1986). T. gigantea ha estat designada com a espècie tipus per al gènere.
El gènere Titanomyrma es diferencia dels altres de la família per la forma del gàster, que és variable. En les tres espècies incloses, el gàster va des d'ovoide fins a més esvelt o cilíndric. L'amplada del segment abdominal A5 en relació amb altres segments del gàster és variable i les longituds relatives d'A3-A7 també són variables.
Les reines dels tres Titanomyrma es poden distingir més fàcilment de les d'altres gèneres per les formes del gàster. Els gàsters són més esvelts en Titanomyrma. Entre les tres espècies de Titanomyrma, la relació entre la longitud i l'amplada de les reines de les tres espècies és la següent, T. lubei - 2,14; T. gigantea - 1,40; i T. simillima - 1,50. La meitat mitjana de T. lubei és aproximadament cilíndrica, mentre que per a altres espècies de Titanomyrma, és ovoide, sent el segment A5 el més ample. El segment A3 té una llargada aproximadament una quarta part de l'amplada mentre que per a altres espècies és aproximadament un terç. El segment A4 és el triple de la longitud del segment A3, mentre que el dels segments A4 d'altres espècies és inferior al doble. El segment A5–A6 de T. lubei és aproximadament la meitat de llarg que ample, mentre que per a altres espècies és aproximadament un terç. A3 no està corbat al voltant del pecíol a la unió.
T. gigantea és la formiga gegant més gran que s'ha trobat mai, més gran que les formigues gegants més grans existents, que són les formigues obreres de cinc centímetres de llargada del gènere Dorylus, que es troben a l'Àfrica central i oriental. Els fòssils indiquen que els mascles van créixer fins a 3 centímetres i que les reines van créixer fins a 6 centímetres. Tenia una envergadura d'ales d'uns 15 centímetres (5,9 polzades).

## Implicacions paleoecològiques
Els fòssils de Titanomyrma gigantea, el primer del gènere que es va descobrir, estan molt ben conservats. Mostren que T. gigantea no posseïa un fibló i no tenia un mecanisme de tancament al pap. Es conjectura que hauria d'haver ruixat àcid fòrmic com a defensa i, o bé menjava aliments frescos, a la manera de les formigues tallafulles (que mengen només els fongs que conreen elles mateixes als seus nius), o bé era carnívor. Els parents moderns inclouen formigues obreres. Titanomyrma podria haver estat una espècie nòmada, possiblement seguint un estil de vida d'incursions i matar animals grossos.

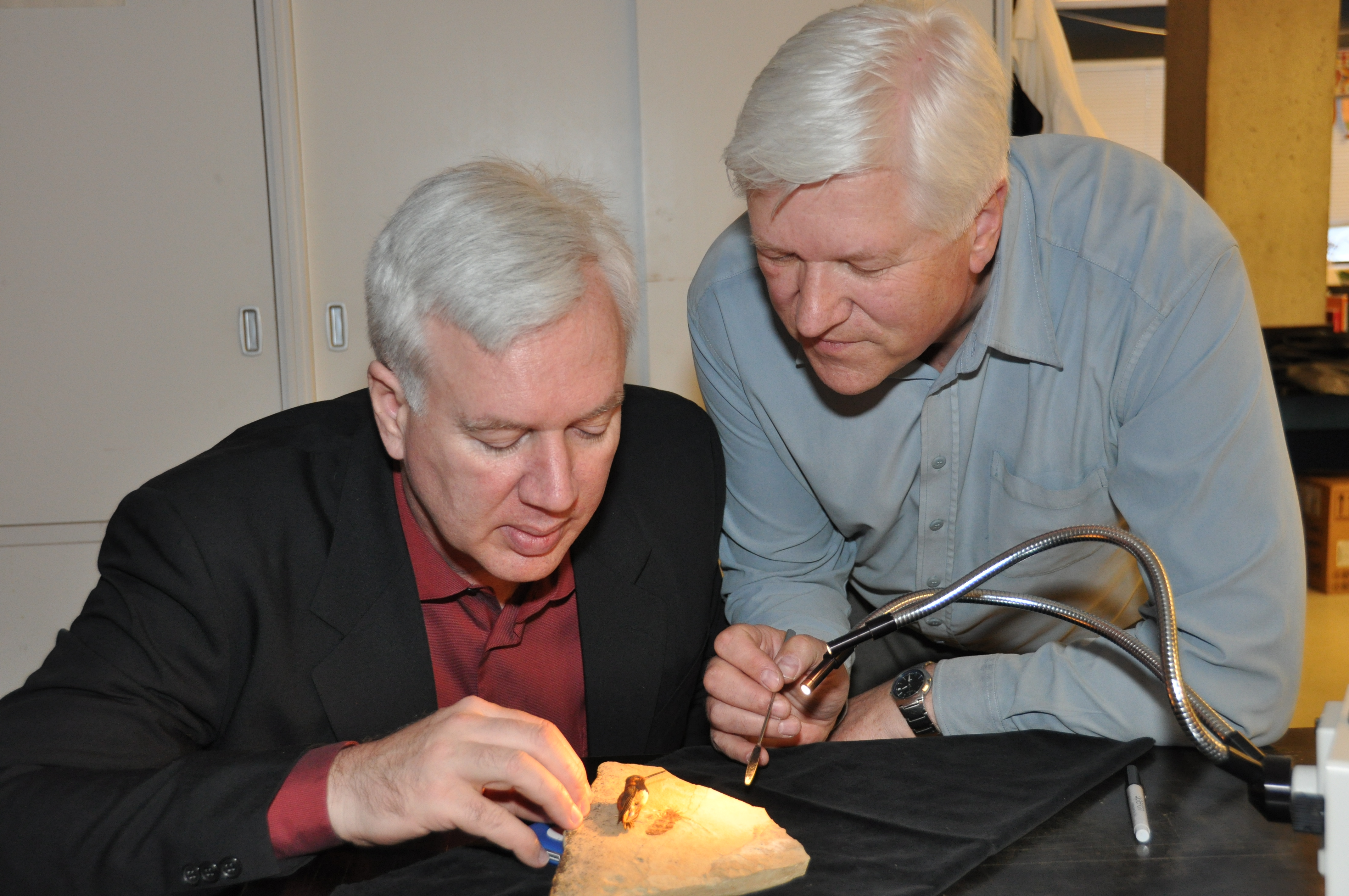
Bruce Archibald i Rolf Mathewes examinant T. lubei
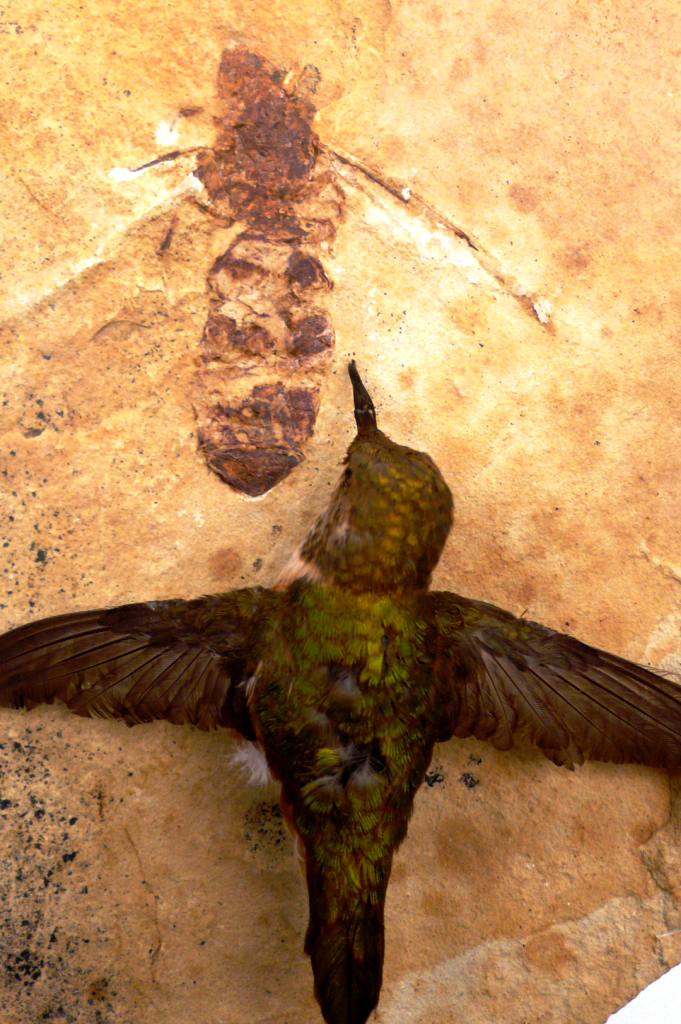
Holotip de T. lubei amb un colibrí rogenc (Selasphorus rufus) per a comparar
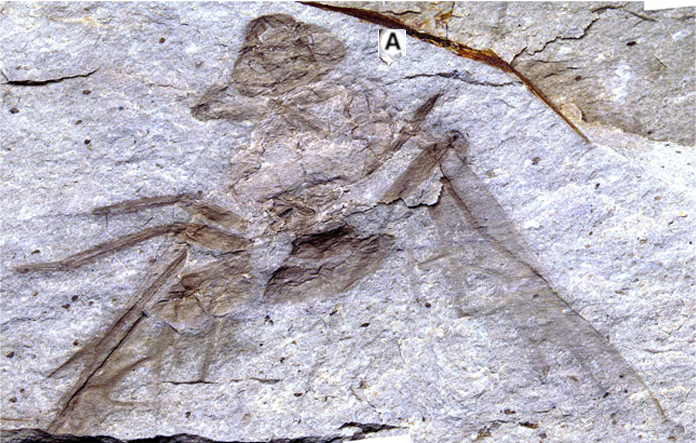
Formiga en la Formació Allenby, Titanomyrma sp. UBC-BBM-PAL-2022-00001. Escala de la fotografia: A = 1 cm

T. lubei està relacionada amb formigues gegants fòssils trobades anteriorment a Alemanya i a l'illa de Wight, al sud d'Anglaterra, que daten del mateix període. És el primer fòssil complet de formigues gegants d'Amèrica del Nord; les proves anteriors que les formigues grans van viure a Amèrica del Nord durant l'Eocè incloïen una antiga formiga alada de Tennessee. És un exemple més, a les regions temperades del nord, de fauna i flora tropicals com els precursors d'hipopòtams, plàncton tropical i pol·len de palmeres tropicals. T. lubei dona suport a la idea que durant l'Eocè (56 a 34 milions d'anys), existien condicions com ponts terrestres i períodes càlids que van permetre la propagació d'antics insectes amants de la calor i altres formes de vida des d'Europa fins al nord. Amèrica o viceversa, cosa que no hauria passat si la temperatura hagués estat uniformement fresca a tot arreu.

## Llista d'espècies
Segons BioLib (9 de març de 2022):
- † Titanomyrma gigantea (Lutz, 1986)
- † Titanomyrma lubei Archibald, Johnson, Mathewes & Greenwood, 2011
- † Titanomyrma simillima (Lutz, 1986)

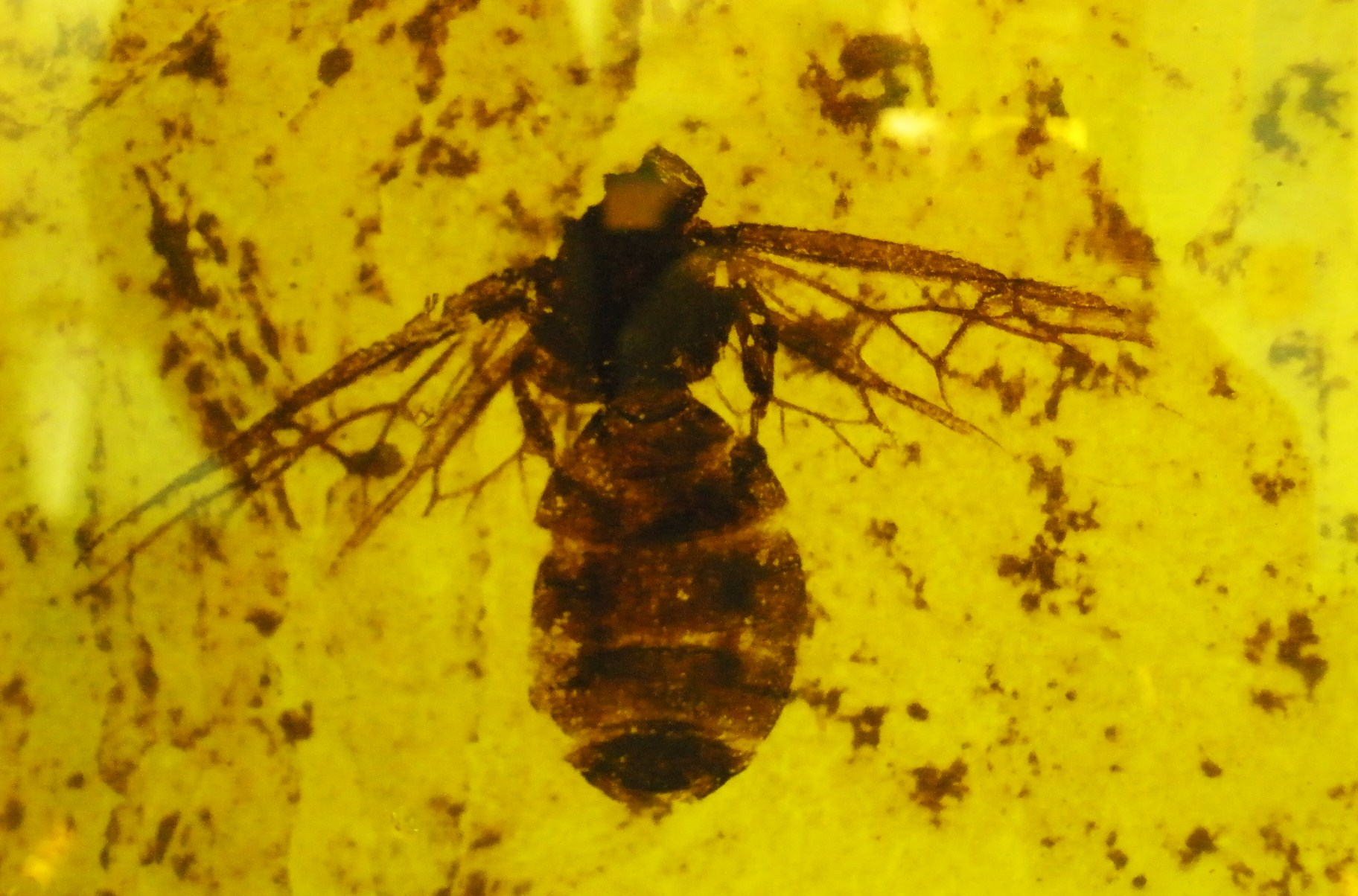
Titanomyrma gigantea
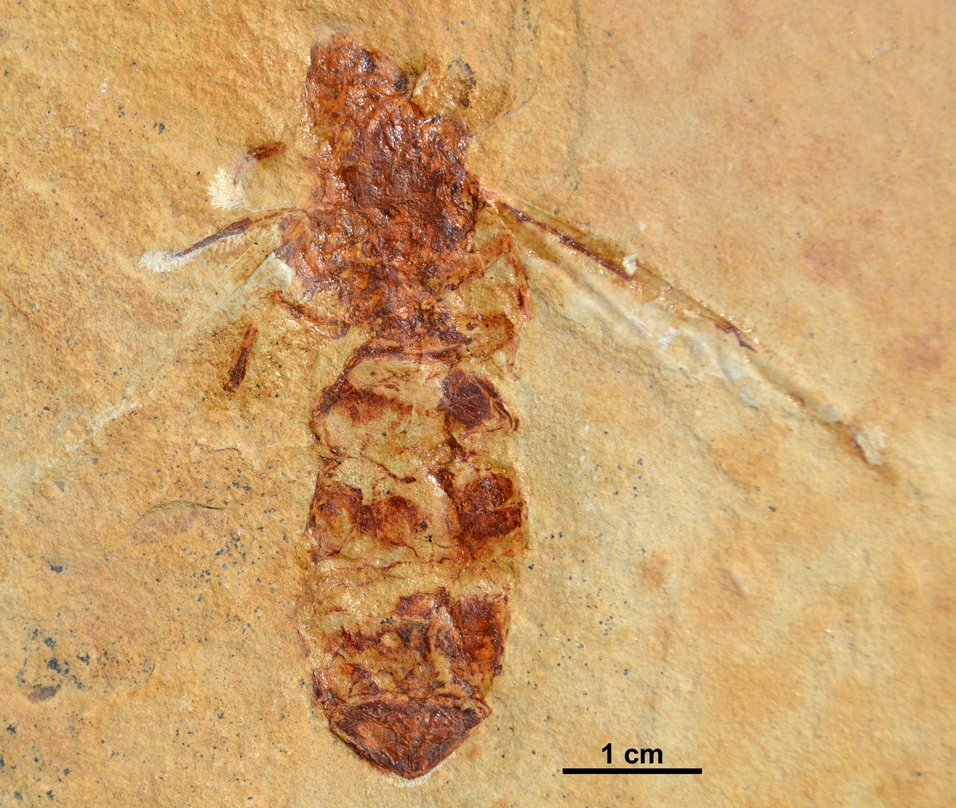
Titanomyrma lubei
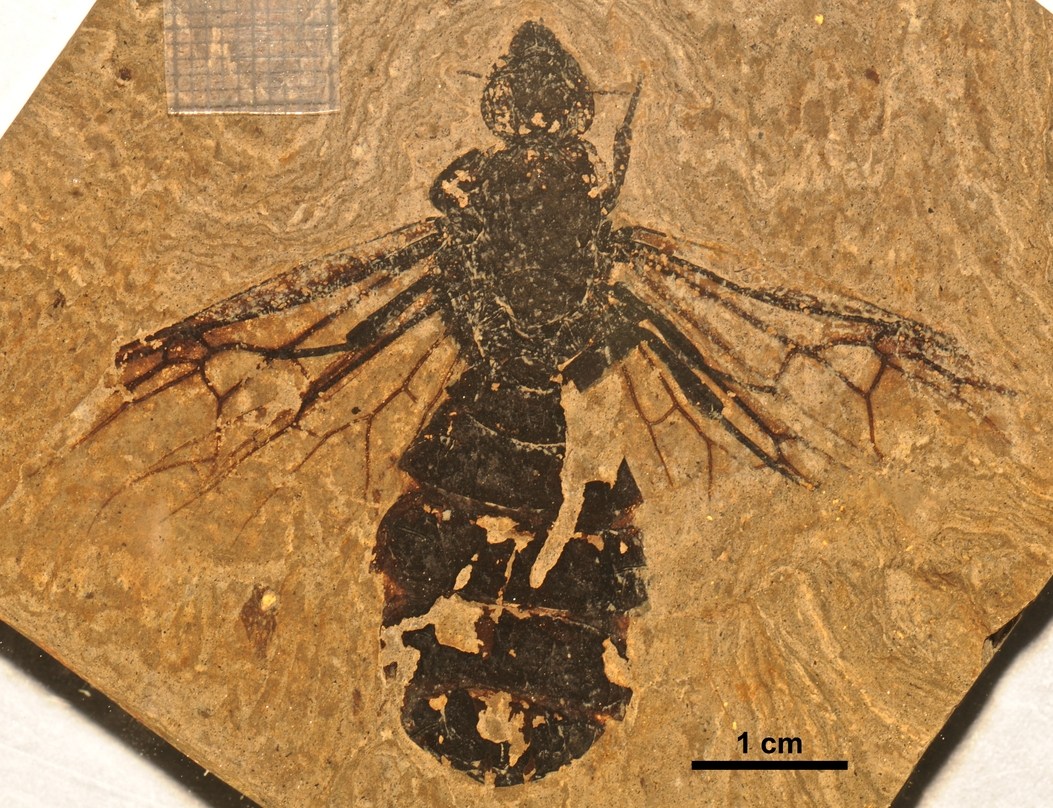
Titanomyrma simillima